# Východní Texas
Východní Texas (anglicky East Texas) je osobitý geografický a ekologický region v americkém státě Texas.
Toto území zahrnuje téměř 49 okresů s rozlohou přibližně 100 000 km2 a populací kolem šesti milionů obyvatel.
Většina území regionu se skládá z ekoregionu Piney Woods (borovicové lesy) a východní Texas je někdy zaměňován s regionem Piney Woods. Houston se jenom zřídka považuje za součást východního Texasu, je spíš součástí pobřežního regionu Coastal Bend. Na východní hranici regionu v blízkosti centrálního Texasu se povrch mění z lesnatého na prérii.

## Geografie
V regionu se nachází dvě nejstarší města Texasu, Nacogdoches, nejstarší texaské město z 18. století a San Augustine, nejstarší angoloamerické sídlo Texasu s datem vzniku 1820. V regionu bydlí převážně Texasané anglického, skotského a irského původu.

## Ekonomika
Východní Texas byl známý největším těžebním ropnám polem v Spojených státech, East Texas Oil Field. Produkce ropného pole ale v posledních letech poklesla a tato skutečnost se odrazila na místní ekonomice.

## Kultura
Východní Texas je často považován za západní rozšíření Jihu Spojených státu, kulturní spřízněnost s Jižany je vysoká. Nejvýznamnější muzeum regionu je v Lufkinu, Lufkin Historical and Creative Arts Center, otevřené v roce 1976.

## Nejvýznamnější města
Nejvýznamnějšími městy s populací nad 10 000 obyvatel jsou:
- Beaumont
- Port Arthur
- Orange
- Lufkin
- Nacogdoches
- Tyler
- Longview
- Marshall
- Texarkana